# Cryphia forsteri
Cryphia forsteri là một loài bướm đêm trong họ Noctuidae.